# 中国大陆网络用语列表
本條目是關於中國大陸通行的網絡用語的介绍和列表，其內容大多是廣為流行的網絡用語。
列表中有部分用语只流行了一段时间，或者只流行于一定范围，而在这段时间或者这个范围之外十分少见；有些用语则进入了日常使用的范围，不再被当作特别的网络用语；有些用语在本义之外，又引申出了新的含义；有些用语十分不正式，或者具有强烈的歧视及侮辱色彩。因此套用这些网络用语时应当仔细考虑是否合适。

## 簡述
中国大陆的网络用语来源多元化。比较常见的来源有：
1. 借用各种电影、剧集、綜藝、小品、相声等的台词；
2. 源于时事、網路迷因、网络文体等；
3. 源于汉语方言或中国少数民族语言的词汇；
4. 使用諧音、綽號、縮寫等来代替部分词；
5. 因政治敏感词汇而使用的拼音或暗喻词。

很多网络用语的使用相当普及，在中国大陆整个网络中具有广泛的应用和相同的含义，甚至部分网络用语在其他地区的中文网络中也可通行。同时，有部分网络用语仅在特定的网络群体中使用，如一些网络社区、论坛等都可能产生一些独有的网络用语，而爱好者中也存在一些外人难以明了的特定网络用语。另外由于政治因素，中国大陆网络的关键词屏蔽较为严苛，造成大量假借与比喻的新造词汇出现。
部分网络语言并不仅仅局限于网络之上，也有部分网络语言被官方媒体普及而被现实社会所吸收，如“给力”、“点赞”、“吐槽”等词兴起于互联网，但却已经被广泛用于传统媒体的报道甚至出现在政府文宣之中。很多网络用语在长期演变过程中会引申出其他含义、产生新变种，其可使用范围、流行程度等都可能发生变化。
據锺璦琳、馬岩峰調查，2020年的大部份中國熱詞實效性大約在3至7個月左右，平均約6個月左右。而2019年的大部分熱詞實效性大約在11-18月左右，均值是12個月。他們認為，隨着疫情的發展，網絡在人與人交流的作用中越見重要。因此熱詞的演變也更加快。此外，他們也認為，網絡用語在這一年縮略性更為強，幽默性更為強，置換性更為強。

## 形式
网络用语有多種形式，以下分別列舉一、兩個例子簡單解說，詳細內容（包括來源及用法）請參見後面相關的應用領域分類。

### 英文原字或簡寫
- Pick：挑选的意思，指选中最喜欢的人事物。[2]
- Diss：Disrespect或者Disparage的简写，在嘻哈文化中指的是一种Rapper用歌曲去发泄不满情绪或攻击对手。[3]

### 漢語拼音縮寫
- NMSL：“你妈死了”的汉语拼音缩写。[4]
- YYDS：“永远的神”的汉语拼音缩写。[5]

### 擬聲詞
- 滴滴：拟声词，属于一种较为温和的打招呼方式。[6]

### 缩句词
「缩句词」又稱「新成语」，指为达到戏谑幽默的效果，由一个句子或多个词语缩减而成的，或者由原有成语中字面引申、改造等成为带有新意义的（即旧词新用，相对较少）词语。缩句词和新成语形成始于2013年，以四字词居多，形式上很接近传统意义上的成语，但也存在三字词及两字词。
- 十动然拒：十分感动，然后拒绝了他。[7]
- 不明觉厉：虽然不明白是什么，但是感觉好厉害啊！[8]

### 谐音
- 蓝瘦香菇：壮语腔汉语「難受想哭」的普通話諧音。[9]

## 政治类

### 党派及人群
关于特定人物，见下方特定个人。部分用语可能会被用于在政治影响下对多元观点人士扣帽子，从而达到污名化与打击不同意见的目的，需要留意。

#### 中国共产党/中华人民共和国政府
- 伟光正：源自习惯性词组“伟大的、光荣的、正确的中国共产党”，[10]亦可以指中共相关人物。
- 趙家人：出自鲁迅著名中篇小说《阿Q正传》，一般指中共权贵阶层[11]。由于习近平自2012年上台后实行“七不讲”，权贵，红贵等用法被压制，民间转用赵家来指代。衍生有称中华人民共和国为「赵国」，现任中国共产党总书记习近平为「赵王」，或者将中国各机关名称和媒体宣传中的「人民」二字换成「赵家」二字[12]。
- 改开党/特色党/二共：民间左翼人士和毛泽东主义者常用词，源于邓小平的“改革开放”以及“中国特色社会主义”。是对邓小平主政时期及其以后的共产党的蔑称，认为改革开放后的共产党只代表执政者利益，无法代表人民利益，而经济方面也已经“资本主义复辟”。衍生有对改革开放以后的时期称为“改开朝”、“特色朝”用法[13][需要較佳来源]。
- 精神资本家（精資）：最早出于鲁迅杂文《“新时代”的避债法》[14]，指对并非资本家、但却乐于维护資產階級及资本家利益的人或群体的蔑称。[原創研究？]
- 惠台办/跪台办/施舍办：指国务院台湾事务办公室（国台办）[15]，指责其对台工作时只懂得向台湾让利，仅凭一味妥协退让式的绥靖政策就妄图换取尊重，而实际效果甚微。

#### 中国国民党
- 刮民党：谐音，是亲共产党网民和部分自由派人士对中国国民党的蔑称，该称呼源自国共内战时期中国共产党对中华民国政府和国民党的丑化宣传，意指当时执政的国民党通过恶性通货膨胀等政策搜刮民脂民膏[16][17]。同类称呼还包括“蒋匪余孽”等。
- 丐帮党：蔡英文执政时期对所谓不当党产的处理导致国民党一度财务状况紧张；再加之国民党高层近年来频繁访问大陆、谋取北京方面对台提供经济让利，引发部分对台鹰派网民的不满，与“跪台办”等国台办蔑称相对应。
- KMT：国民党的威妥瑪拼音首字母缩写和英文简称，进而延伸出“老K”、“烤馒头”等代称。

#### 香港
- 黄丝：指香港民主派、本土派等非建制派阵营，以及支持其立场的人士，因2014年佔中期间非建制阵营以黄丝带为象征而得名。由于“丝”与“尸”在普通话和粤语的读音均类似，因此“黄尸”被用于蔑称[18]。
- 忠誠廢物：来源于北京“港澳研究会”理事田飞龙对只讲政治立场却缺乏政策制定与执行能力的香港建制派的评价[19]。
- 蓝丝：指香港建制派阵营，以及亲政府、亲建制派、撑警者，与“黄丝”相对，因建制派的代表色为蓝色得名，由於「絲」與「屍」在普通話和粵語的讀音均類似，因此「藍屍」被用於蔑稱[18]。
- 保皇党：指香港建制派阵营，往往指责其没有政治立场，只是一味附和北京[20]。
- 左膠：指香港泛民主派中的左派阵营，包括社民派、托派等，以及支持其立场的人士，因其往往被建制派、中右翼泛民主派、右翼本土派等阵营认为不切实际而得名[21]，亦有用来指责台湾地区的左派[22]。

#### 台湾
- 湾湾/WW/4V/南波湾/萊克多巴湾/凤梨湾/蛙蛙/对岸：为中国大陆网民对臺灣或中華民國的称呼（源自叠字风，中性词）。2022年1月，台媒自由時報於Facebook詢問網民“哪句中國用語讓人看了最火大？”，結果“湾湾”这一词汇被票选为有贬义、统战意味[23]。對此，国台办发言人朱凤莲于表示湾湾一词是中国大陆民众对台湾民众“萌萌”的昵称，但却被污名化[24]。
- 1450：源自2019年台湾农委会编列的雇用网絡小编预算高达1450万新台币，被质疑是雇佣网军。之后在蓝营网民的宣传下，1450在台湾成为“民进党网络水军”的代称，后传入中国大陆。现今该词在大陆的涵义已经泛化，被用于攻击对台湾和西方持温和立场或对中国共产党不满的网民。
- 来电了？：源于台湾在2022年興達發電廠停機事故中传言的网络流量减少，在中国大陆被用来质疑对热点事件发表评论者是否为“1450”等“对岸网络水军”，或单纯用于辱骂对热点问题持不同意见者。常与“用愛發電”一同出現諷刺臺灣基建。后由于2022年四川省等地限电事件也被用作反讽词汇。[25][需要較佳来源]
- 王師：中華民國國軍或美军的称呼，取自陸游诗句“王师北定中原日”（《示儿》），影射中华民国过去光復大陸计划，现也用于影射美国重返亞太对中国施加军事压力事件，带讽刺意味，如“南望王师又一年，王师还剩几个连？”（取自陆游《秋夜将晓出篱门迎凉有感》》“遗民泪尽胡尘里，南望王师又一年”）；有时不带有讽刺的色彩，而是用于设想以中华民国政体为主导实现中国统一。有时也被用来指中国人民解放军（形容中国大陆武力统一台湾）。在有关乌克兰示威的讨论中，“王师”一词也被亲俄网民用来代指俄罗斯军队[26]。[原創研究？]

#### 朝鲜
- 将军：指現任朝鮮最高领导人勞動黨總書記、國務委員會委員長金正恩。2024年前后由于中朝外交关系的变化，昔日一度被查禁的朝鲜主题鬼畜卷土重来，表现形式包括“恩情文学（‘将军的恩情还不完’）”、引用朝鲜政治宣传（如朝鲜宣传歌曲和宣传片）等。

#### 红色高棉
- 波波、波波杀：波尔布特（或譯“波尔波特”）的简称，红色高棉领导人，曾发动红色高棉大屠杀。他大约在2021年起突然爆火，成为网络迷因的人物。根据真实历史，波尔波特的要求人民前往农村的政策被视为“去城市化”，因为城市是资本主义的象征。[27][28]而“近视”（近视的人要死）的内容可能是因为当时很多戴眼镜的人被视为资本主义分子而被迫害。
  - XX疑似有点过于城市化了：波尔布特认为城市是资本的象征，故进行了一系列去城市化运动。[29]
  - 老木屋~坐钢叉~八足马~~：相关歌曲Sat Tee Touy的空耳歌词。

#### 民间政治群体
- 五毛/网评猿：贬称，政府官方称之“网络评论员”。网传中国大陆官方的网评员，每发一个正面宣传政府的帖子，可以领取5毛钱的薪水，故反对中共当局的网民将“五毛”作为他们的代称。后续，“五毛”也被用来笼统地形容持亲政府立场的建制派网民。广义的“五毛黨”也指“网络水军”。[30][31]
- 美分党/带路党/三毛：是“五毛”的对立面，指被支持中国大陆政府或中共的人认为受雇在网上发表不利于中国政府、主张所谓“自由民主”和/或有利于台湾、欧美、日韩等政府的言论者。他们被贬称为“美分党/美元党/五美分党”或者其他当地货币名称加上“党”字（如“日元党”），意即用这些货币做为薪水的人士，因网传这类人士（如大V）每发一个中国的负面消息，可以领取5美分的薪水。[32][33]
- 八千党：指中国大陆内部的反华人士以及大量发布反华反政府言论的人士。源自网络上所曝光的一张《舆情员津贴奖金发放表》名单，部分媒体与网民认为名单上提及人员攻击中国社会和政治制度，因而是“反共反华网络水军”，名单上人士的平均收入在8000元以上[34]，于是得名“八千党”。该名单后来被发现系伪造，6人造谣团伙被上海警方抓获[35]。
- 自帶乾糧的五毛（简称“自乾五”）：倾向于中国政府及中国共产党言论、自称立场客观，自发发表言论而非受雇发表的「五毛」。中共官媒《解放軍報》称赞周小平、花千芳等为“顽强战斗的自干五”[36]；《光明日报》称赞自干五为“好网民”[37]。并且，有亲法轮功媒体指周小平等知名“自干五”被发现受雇于一家名为“海疆在线”的网站[38]。
- 自费美分/自乾美：指亲西方、发布亲西方言论并自称或被认为自发发布言论、没有报酬的人。[39]
- 民國粉/國粉：指喜爱中華民國、中國國民黨或國軍的群体，有时为贬义。“果粉”一词原指蘋果公司及其产品的忠实用户，现已与“国粉”意涵混用。（类似的，华为公司及其产品的忠实用户被称为“花粉”）[40][原創研究？]
- 小粉紅：贬称，原指中国文学网站晋江文学城的女性用户，现指在网络上活跃的朴素麻木“爱国”而忽略或无视各种弊病的年轻群体等。有时亦用《那年那兔那些事兒》作品里中国的兔子拟人化形象将其指代为“兔友”[41][需要較佳来源]。田佳良曾使用粉红豚一词。
- 神友/神蛆/神神：指最早发源于百度贴吧论坛“神奈川冲浪里”吧[註 1]的部分网民。此类网民多喜欢在关于中国内地的社会新闻或关于中国问题的讨论上面发表一系列带有对中国、中华文明、中国政府、中国人民和中国共产党等一切中国相关事物极端不满的言论。传统“神友”大都带有逆向民族主义特征，部分主张全盤西化，部分拒绝承认包括日本侵华在内等客观存在的帝国主义侵略史，部分传统“神友”也被认为持中右翼的保守自由主義立场；[42]一些新产生的“神友”则主张中左翼的社會民主主義，对瑞士，加拿大以及北欧诸国等实施高福利社会制度的国家有认同感，但部分言论仍然带有逆向民族主义色彩，在少部分社会争议议题上又同时持保守立场，如厌女、反黑等；从而神友兼具政治光谱上的不同色彩，包含了反建制中左翼、中右翼至极右翼民粹主義网民群体[43]。
- 緑教：指代伊斯兰教。“緑緑”或“炸彈人”指代穆斯林，是對極端穆斯林不斷恐怖襲擊的反諷。
- 毛左/左人/网左：对中国民间互联网中怀念毛泽东时代、不认同中国特色社会主义的左派的称呼[44]。“毛左”长期存在于中文互联网，普遍怀念并赞同毛泽东时代，部分反对改革开放，认为是资产阶级复辟，其群体性诉求从温和“保救派”（“保党救国派”）的保障劳工权利、放宽言论管制、政府积极干预市场到激进“造反派”的“重上井冈山”（重组中国工农红军）、重新发起文化大革命皆有[45]；“左人”常用于广义上主张阶级斗争的左翼人士的自称，由于主要在互联网上进行活动，又得名为“网左”，即“网络左翼”之意，有学者将“网络左翼”群体分为“国家主义左翼”“民粹主义左翼”与“自由主义左翼”三类[46]。由于“左人”多将自身定位为左翼反对派，认为十一届三中全会后的中国共产党是资产阶级性质的右翼保守主义政党[47]并以此反对中国共产党当前的意识形态和执政合法性，因此常与建制派（包括持中国民族主义立场的“兔友”、政治冷感的“中间派”等）发生冲突，相应地，部分泛建制派群体以至部分左翼群体本身一般亦会认为“左人”中的一些观点和论调较为偏激，缺乏理论和实践基础[48][需要較佳来源]。
- 支黑：是指对中国或中国文化、历史、社会、政治等持强烈负面态度和批评的人群或现象。该词的构成中，“支”是指“中国”的贬义称呼，源自历史上的“支那”一词，而“黑”则是“黑粉”的意思，指代那些专门进行抨击、否定或攻击的人。[49]
- 大陆北方网友/中国北方网友：指冒充中国大陆网民的境外网络水军。这一用法源自2019年香港反修例风波期间，一自称“中国北方人”的微博用户声称不想看到“帝吧出征”的情况发生，然而此人却对中国大陆人尽皆知的梗一无所知，且发言明显不符合大陆民众用语习惯，因此被怀疑为台湾网军。[50]
- 黄俄：也作“黄鹅”、“俄殖”，对2022年俄羅斯入侵烏克蘭中亲俄罗斯网民的贬称，名称来源于黃俄羅斯計劃。不过，该词汇已经存在很久，早在21世纪初就已经被军迷用于指代过度吹捧苏联和俄罗斯的人。[51]
- 乌贼：对2022年俄罗斯入侵乌克兰中亲乌克兰网民的贬称，有时也称为“黄乌”或“乌鸡”（与“黄鹅”对应）。同时还存在“乌友”等中性称谓（与“俄友”对应）。
- 鱿鱼：對以色列人或支持以色列者的貶稱。
- 小日子过的不错的日本人/小日子：對日本人或日本的中性偏贬义称呼。[52]
- 拖鞋军：對也门胡塞武装的称呼。[53]

### 疫情相关
- 大白：对身穿白色防护服的医护人员及防疫相关一线工作人员和志愿者的昵称[54][55]。
- 叮咚鸡、大狗叫、袋鼠鸡、见缸马：源自深圳（从口音来说更可能是海南）社区工作人员的口音形成的空耳，原句为“听通知”、“戴口罩”、“带手机”、“健康码”，后制作成动画形象，成为疫情时代的象征[56][57]。

### 其他
- GFW/墙：防火长城（又叫中国国家防火墙），平时说的“某网站被GFW了”或“被墙了”是指该被该防火墙所屏蔽[58]。
- 翻墙[59][60]/科学上网[61]/梯子：指突破网络审查。
- 茧中互联网：“简中互联网”的谐音，暗指中国大陆的网民大多如在茧中一般，坐井观天。[來源請求]
- 天朝大局域网/中国特色互联网/Chinternet：由于中国大陆当今的互联网审查和防火长城的屏蔽，绝大部分大陆网民只能访问中国国内网站，于是诞生此称呼，用来讽刺中国大陆的网络制度。[來源請求]
- 冲塔：原意是游戏《英雄联盟》中某方冲入对方防御塔的行为，现多用于暗喻主动提及政治敏感话题的行为。[62]
- 大杀器：大规模杀伤性武器的简称，源于胡戈的网络电影《鸟笼山剿匪记》[63]。[原創研究？]
- 连夜绣红旗、火线入党（爱国）等：形容政治立场的急速转变，对这类极速转变立场者，亦有相对的嘲讽性说法，如1912年入宫、49年入國軍等，指其看不清形势[64]。[原創研究？]
- 炸药奖：对诺贝尔奖的谑称。源自诺贝尔发明的黄色炸药。[來源請求]
- 冻蒜：源自台湾，台语“当选”的谐音，指希望某人当选某一职位（但在中国大陆多用于调侃），如“蔡英文冻蒜”[65]、“床破冻蒜”[66]。
- 风景线：一般指遊行示威活动或暴乱，源自2019年6月4日美国众议院议长佩洛西公开贊揚和平進行二十年的香港維園六四燭光晚會的發聲是“一道美丽的风景线”[67]，被中國大陸官員與媒體误解為稱贊後於當年6月9日才爆發的反送中運動[68]。对此，中华人民共和国外交部发言人华春莹反驳称“希望这样的‘风景线’在美国愈多愈好”[69]。此后美国本土爆发示威活动（尤其是发展为骚乱的示威活动，例如乔治·弗洛伊德之死引发的示威活动[70]和国会山骚乱[71]）时，中国网民时常引用佩洛西的“风景线”表述[72]。
- 拜登打钱/拜登经费到账：源于民间在美国总统拜登上台后的一种论调，认为其会加大外宣投入和对中国国内異見人士的扶持力度以制造舆论。然而部分网民以此反对一切对中国国内的批评声音，认为“对现实不满就是恨国党”、“恨国党都收了钱”，遭到各类网友厌恶，该用语逐渐转变用作讽刺小粉紅缺乏明辨是非的能力，同时部分左翼网民和自由派网民在互联网发表意见时也使用此用语自嘲[73][需要較佳来源]。
- 警惕拜登打X牌：最初由中华人民共和国外交部和小粉紅广泛用于表示警惕美国以某事为借口遏制中国发展，例如陈平在《眉山论剑》中提到要“警惕境外势力打马恩牌”。之后被反对派网友用于反讽。[74]
- 喝茶：专指警方用来对持不同政见者或不听政府话的人发出的暗示性警告，“被请喝茶”是指要被警察找去谈话。[75][76]
- 进去：坐牢。
- 50万：指《公民举报间谍行为线索奖励办法》，其中規定“对防范、制止间谍行为或侦破间谍案件发挥特别重大作用，贡献特别突出的线索，给予10万至50万元奖金。”[77]「行走的50萬」稱呼懷疑間諜的人，而所謂的「50萬」是舉報有關可疑人協助破案，可獲得的最高賞金。在大陆网络上主要指连续发表不被政府接受的言论的异议者。[78]

## 特定个人類

### 中国
- 習包子：指现任中共中央总书记习近平，源自習近平吃包子事件。[79]
- 習維尼：指习近平，因迪士尼卡通角色「小熊維尼」与习近平外表体态相似。[80]
- 常凯申：指前中華民國總統蒋介石，源于蒋介石姓名的错误翻译，往往带有贬义[81]，随后成为网络上对其的调侃称呼之一，形成历史和军事迷因[82]。同时，对蒋中正的蔑称还有“花园口战神（黄河水神）”（意指花园口决堤事件）等。
- 腊肉：对前中华人民共和国主席毛泽东的蔑称。因其家乡是腊肉重要产地湖南省，同时去世后遗体被防腐处理如同腊肉而得名，有时与其子毛岸英的蔑称归并为“腊肉蛋炒饭”。近年来时常有主流媒体或博主在毛泽东冥诞、忌日等敏感日期涉及相关称谓，进而引发舆情风波[83]。
- 蛋炒飯[84]：指毛泽东长子毛岸英，源自毛岸英死亡始末的过程争议，不過官方則批評此說法[85]。
- 战略忽悠局局长：指中国人民解放军国防大学教授张召忠。用于调侃张召忠在伊拉克战争和第一次利比亞內戰等事件上判断与事实截然相反，被认为是“挺谁谁死”。[86]
- 叼盘侠：指环球时报前总编辑、网络大V胡锡进，因其胡在许多重大事件的相关评论伴随官方立场摇摆不定、“言论前后矛盾”[87]。
- 夹头：指知名爱国大V司马南，因其2012年赴美过年时被机场电梯夹住头部，网民借此讽刺其表里不一、“反美是工作、赴美是生活”[88]。

### 苏联/后苏联国家
- 苏穗宗/玉米晓夫：指前苏联共产党第一书记赫鲁晓夫。赫鲁晓夫关注农牧业，对玉米情有独钟，继而在全国推广玉米运动，史称“開發處女地運動”，但这项运动最终因无视苏联的自然条件和经济规律而招致惨重失败，并给裏海东部地区及哈萨克斯坦境内的生态环境造成灾难性影响，且赫鲁晓夫时不时拿着玉米穗的样子很多都被拍下照片留存，故称。[89]
- 苏勋宗：指前苏联共产党总书记勃列日涅夫。勃列日涅夫晚年开始大搞个人崇拜，并嗜好勋章成癖，具有浓重的“勋章情结”[90]，一生获得至少114枚勋章，故称。
- 普大帝/普大弟/晋凉公：指现任俄罗斯总统普京。普京以硬汉作风著称，并在俄乌战争中以俄罗斯帝国首任皇帝彼得一世自比，被外界认为持大俄羅斯主義立场，与沙皇俄国时期的诸帝王的主张类似，故称，基于使用者的不同有讽刺与褒义不同用法[91]。

### 美国
- 奥观海：指前美国总统奥巴马。在2009年11月，袁伟将军曾将《观海听涛》作为礼物送给了前来中国访问的美国总统奥巴马。有解读为“观海对面的家观中南海的眼色，听胡锦涛的话”，故称。[92]
- 川建国：指美国总统川普。当其决策被中国网民认为十分愚蠢荒唐，对美国毫无益处却有益于中国时，便以该词讽刺，意指他其实是中国派去美国潜伏的间谍，表面上处处和中国作对，其实是为了麻痹美国人的心智，里应外合，促进中国的发展壮大，是劳苦功高的“建国同志”[93]。
- 美国前总统拜登
  - 美稀宗：2021年9月21日，美国前总统拜登当天在白宫与英国首相约翰逊会面时，疑似当场腹泻大便失禁，故称。[94]
  - 拜振华：由奥巴马和特朗普的外号延伸而来。[95]一般认为源于拜登在巴爾的摩港发表其号召提振美国本土基建的演讲时，身后却是写着汉字“振华”的起重机，暗讽美国的基础工业设施仍要依赖中国企业生产的设备。类比奥巴马在2013年演讲提倡使用美国制造，但身后起重机遮盖物掉落，露出了生产企业名称也是汉字“振华”。[96]
- 哈哈姐：指2024美国总统候选人賀錦麗。[97]

### 其他人物
- 四老外：特指游戏资讯网站IGN的工作人员，卡萨马西纳克、哈里斯、钱伯斯、施耐德。源于2003年E3游戏大展，任天堂只推出吃豆人《Pac-Man Vs.（英语：Pac-Man Vs.）》游戏，令人大失所望，有人拍摄到四人相当沉闷失望的表情；之后一年的2004年E3大展，任天堂推出了《薩爾達傳說 黃昏公主》，一改上届令人失望的作品，也刚好有人拍摄到四人相当欢呼雀跃的表情。由于时隔一年，四人外貌，座次变化不大，但表情形成生动的巨大反差对比，作为改编素材而广泛流传。[98][原創研究？]

## 人物類
- 宝宝：「宝宝」语出网络潮语「吓死宝宝了」。只要说话氛围协调，几乎在任何语境中，女生都可用「宝宝」或「本宝宝」来称呼自己[99]。
- 暖男：暖男最初指能够给人带来温暖感觉的男子，他们并不一定外型阳光外向，但是一定能让人在心理和精神层面有温暖的感觉[100]。后多用于贬义、甚至是人格侮辱。2014年8月23日北京国安队员张晓彬在接受媒体采访时公开说“暖男是sunshine boy”（缩写是SB）以嘲讽山东鲁能的球场DJ[101]。
- 网红：即“网络红人”，是网络时代的产物。通常指被网民追捧后走红的人。走红的原因很多，或因颜值高，或因才艺或搞怪娱乐，或因意外事件以及网络推手运作，等等[99]。
- 剁手党：“剁手党”，主要指沉溺于网络购物的人群。也称“剁手族”“剁手帮”等[99]。
- 脑洞大开：“脑洞大开”主要指想象力天马行空，联想力极其丰富、奇特，甚至到了匪夷所思的地步[99]。
- 油腻：“油腻”本指“含油过多”。2017年10月24日，有网友发了一条新浪微博谈“中年男性去油腻步骤”，立即引起热议，“油腻”因此引爆网络。油腔滑调、世故圆滑、不修边幅、邋遢不堪等等，都可称“油腻”[102]。“油腻”是对某些中年男子特征的概括描述，这些特征包括不注重身材保养、不修边幅、谈吐粗鲁等。作家冯唐撰写的《如何避免成为一个油腻的中年猥琐男》一文大火，并引发各种讨论[103]。中国歌手田一名因为翻唱《热爱105°C的你》而被称为“人间油物”，随后他模仿自称“人类高质量男性”的徐勤根的妆容翻唱《给我一首歌的时间》而爆红[104]。
- 高富帅：指个子高，又有钱，人又帅的男子，与矮穷挫相对。[105]

- X粉、X丝、X飯、X廚：喜欢某类东西的。“X黑”：反之亦然。

- 粉丝：fans的音译，通常指偶像或偶像團體的愛好者。不同群體的愛好者，按照他們喜愛偶像的名字，給自己定出不同的名字。
- 术术人：喜欢听 bokaro（Vocaloid）音乐的人。
- 小飞侠[來源請求]/虾（小肥虾、小废虾）[來源請求]：欣賞崇拜肖戰的人。虾起初是为对肖战粉丝的贬称，现在已被粉丝接受，中性词。小肥虾为“小飞侠”的同音，褒义。小废虾则是肖战的反对者对其粉丝的贬称。
- 飞友：喜欢航空的人或飞行模拟器爱好者。
- B友：B站用户。
- 小黑子：讨厌蔡徐坤的人的。现在多为使用蔡徐坤相关迷因者的自称的幽默语言，厌恶感情已经淡化。[106]

- 回籠漂：意指一個人離開某城市（通常指北上广深的一线城市）後，過段時間又返回該城市工作和生活。[107]
- 内卷：指的是个人、组织或单位在自身的专业范围内进行一种非理性的、高强度的内部竞争。其特点是急功近利、相互攀比，但往往又不注重高效、理性地安排自己的生活、工作与学习方式。[108]
- 躺平：与“内卷”相反，指的是个人、组织或单位在各种行业以及生活方式上进行一种非理性的、不想幹或不会干，或是因为客观原因不能干而产生的不作为行为。[109]
- 精神小伙：原指打扮利落、充满活力的年轻人，现多特指以锅盖头、豆豆鞋、紧身衣裤和社会摇等为标志的、社会经济地位与学历较低的土味青年群体，类似于台湾的8+9。

## 地域类

### 城市
- ～爷：后缀，针对中国一线城市的居民（或只是基于IP地址认为的）的称呼。
  - 京爷：特指北京人。如“AUV（欸呦喂）京爷您吉祥！”（刻板印象问候语）；在视频里常常会配上二胡曲目《门楼》赵季平作。[110]

- 帝都：指北京。“帝都”是“帝国首都”的略称，即現今中華人民共和國的首都[111]。
- 徽京：指南京。南京曾在清代作为安徽布政使司驻地，且在经济、语言方面与安徽部分地区关系密切[112]。
- 魔都：指上海。最早来源于日本作家村松梢风1924年的小说《魔都》中对上海的描绘，原指上海具有现代、美丽、文明的外表，但隐藏着各种罪犯和罪恶的黑暗面[113]，后被广泛应用于指代上海[111]。
- 沪签：字面意义为外地人进入上海的“签证”，形容上海的高消费生活方式。若经济实力无法支持高消费生活，则被称为沪签被拒签。[114][115][116][117]
- 沪币、东北币：由于上海相对中国其他地方的物价较高，被外地网友调侃为上海拥有自己的货币——“沪币”，1沪币等于若干人民币如此则以沪币计价的上海物价在数值上与中国其他地方相近[118][119]；而东北物价较便宜，被网友调侃为1人民币等于若干“东北币”。[120]
- 南深圳：指香港在实施港區國安法和完善選舉制度后，已经变得和深圳市（中国大陆）没有区别。[121][122]
- 湖南第二省会/湖南精神省会/湖南省会：指深圳因深圳外来人口主要以湖南人居多，被网友称为湖南第二省会。[123]
- 苏州梅友机场：指在2000年苏州光福机场停止民航服务后，苏州没有其他民航机场提供服务。因“梅友”谐音“没有”，故称苏州的机场为苏州梅友机场。[124]
- city不city：一位在华美国網紅保罗·迈克·阿什顿（Paul Mike Ashton，网名「保保熊」）创造的网络迷因，[125]其用法与之前的“时髦”、“洋气”等同，[126]有众多官媒和民间也在使用该梗描述新兴事物及近几年来中国欣欣向荣的景象[127]等。
- 弗雷尔卓德：原指《英雄联盟》中瓦罗兰大陆西北部的极寒之地，因气候、民风与中国东北地区高度相似，被网友用来代指东北。这一称呼最初带有地域刻板印象，但经东北创作者二次创作后，演变为兼具自嘲与文化解构的网络符号。[128]

### 国家或地区
- 你國：指中华人民共和国。被网民用来表示对政治上的中国概念的不认同[129]。同样有网民用“你日”，“你美”等相同词汇形式指代其他国家，或是表明对使用“你国”网民的反对，或是表明对其他国家或国家归属概念本身均不予认同的意涵，后者指代中国时亦有可能使用“你国”。[來源請求]
- 等国：指中华人民共和国。来源于一则男女性别比及人口的报告。[130]报告原文点明印度和中国重男轻女现象严重，但中国媒体的报道则使用“印度等国”这一词汇来复述这一内容。[131][重要吗？][需要較佳来源]
- 11区：指日本。出自动画《叛逆的魯魯修》中的“第11区”，后者在日本因神聖不列顛帝國侵略而亡国后由神圣不列颠帝国在日本地区建立并直接操控。[111]
- 霓虹国、小日子：指日本。“霓虹”来自日语的“日本”（罗马字：nihon）的读音音译。
  - 岛国：狭义指日本。
- 坡縣：指新加坡。[132]
- 加麻大：指加拿大。[133]
- 漂亮國、美丽国、灯塔国：指美国。[134]
  - 丑国、霉国：对美国的贬称。
- 李家坡：新加坡。起源于李光耀家族在新加坡的长期执政。[135]
- 考瑞亚：指韩国，出自近几年在中国大陆流传的韩国更名谣言。[136]
  - 偷国：贬称，来自韩国申遗争议引起的中韩文化纠纷和有关谣言。
  - 棒子：对朝鲜民族最早的蔑称。
- 毛子：指俄罗斯或東斯拉夫民族。
- 诈骗岛/诈骗之岛：指台湾岛，因其电信诈骗猖獗而得名。[137]
- 咱妈/东大：最初指我们的母亲，最初是一个用来指代有亲密家庭关系的母亲，尤其从2025年4月贸易战以来，现大陆网络上常用于指，中国共产党和中华人民共和国政府，当中华人民共和国的实力获得世界认可，或在外交上采取强硬姿态时，往往会使用这一称呼。中国人将对祖国的自豪感和对国家的信任感等情感，投射并重叠到对母亲的思念之中，中华人民共和国政府像母亲一样，无私奉献；“东大”的意思一般为“东京大学”，现中国大陆互联网与“咱妈”意思相近，指中华人民共和国[138][139]，但也可以被解读为“东方神秘大国”有讽刺意思。与此相对的是西大，指美国

## 動物類
- 噬元兽：指猫，尤其是橘猫，出自《驚奇隊長》[140]。
- 吸猫、吸狗、吸兔：将脸埋在动物的皮毛中如同吸取的行为，用于比喻与宠物玩并沉醉其中[141]。[原創研究？]
- 圆头耄耋：是2024年起在中文网络流行的谐音梗，特指一类脑袋圆润、脾气暴躁的猫咪，尤其以橘猫为典型代表。“耄耋”本为汉语中形容八九十岁老人的词汇，此处通过谐音“猫爹”，戏谑地赋予猫咪“难以驯服的家长式威严”形象。这类猫咪常因由应激反应表现出的攻击性行为（如偷吃、抓伤人类或其他宠物）引发关注，其发怒时耳朵后缩、瞳孔放大的“飞机耳”造型成为标志性视觉符号。[142][143]

## 電腦及电子游戏類
- 小绿人：Android操作系统的商标，绿色的机械人[144]。[原創研究？]
- 美积电:指台湾积体电路制造，因台积电屈服于美国商务部禁令以及赴美设厂。[145][146]
- 车万：指東方Project系列游戏，因“东方”字形与“车万”（簡體）相像而得名。[147]
- 《俠盜獵車手》系列相关：
  - 三男一狗：指《俠盜獵車手V》，因主角是三个男性（麦克，崔佛，富兰克林）和富兰克林的宠物狗小查而得名。主要用于在禁止侠盗猎车手词汇的网站上（如淘宝）代指。[148]
  - 给他爱：指《侠盗猎车手》系列作品，由该作英语（Grand Theft Auto，简称GTA）简称首字母而得来，对应“给他爱”的汉语拼音“gěi tā ài”。通过“爱”的温柔字面与游戏中暴力、犯罪等元素的反差，创造戏谑化表达，又因游戏内容敏感，成为规避平台（如淘宝）审查的实用暗号。[149]
- 老滚：指《上古卷轴》系列游戏，由于中国大陆代理天人互动引进上古卷轴III：晨风时出现大量翻译错误，将其游戏标题英文名称“The Elder Scrolls”误译为“老头滚动条”，简称“老滚”，最终被常作为游戏的代称[150]。
- 远哭：《孤岛惊魂》系列游戏英文“Far Cry”的直译。[151]
- 大菠萝：暴雪娛樂的網絡遊戲《暗黑破坏神》的英文“Diablo”的谐音，主要用于在禁止暗黑破坏神词汇的网站上（如淘宝）代指。[152][153][154]
- 小霸王服务器：小霸王是中国大陆1980年代以生产基于FC游戏机或者模拟PC环境的学习机的公司，该时期的计算机性能并不高，相对于现在的服务器用计算机性能更加不足。所以借“小霸王是用来做学习机的”来讽刺平台的服务器性能不足以满足用户需求[155][原創研究？]。
- 鱼塘局：指水平较低、新手玩家集中的一局游戏。[156]则引申出“炸鱼”、“炸鱼塘”等词汇，指拥有较高游戏水平的玩家，通常恶意地在低水平玩家群体中进行游戏的行为。
- 点菜/虐菜：原指在餐厅就餐时指定要某菜品。在竞技类游戏术语中，“菜”有技术差的意思，所以“点菜”就延伸出点名道姓挑战比自身实力弱的玩家。[157]
- 卡兹：Kards，一款二战背景的卡牌游戏。
- 《王者荣耀》相关：
  - 痛苦面具：源自王者荣耀中法师位的一种装备，最早流行于于抖音。在抖音上传了许多关于自己面露痛苦表情跳精神小伙的土味舞蹈的视频。后意为非常难受。[158][159]

### 電競人物
- 科目四：指Faker，强烈侮辱意味之贬称。原「科目四」指的是中國駕駛員理論考試，俗稱駕照考試。此處則被使用為「科」（科音近ker，Faker）「目」（"母"親）「四」（離"世"），被部分網民稱呼以嘲諷其兒時喪母，單親家庭長大的背景。[160]
- 大飛老師：指Faker，贬称。Faker中文音譯可稱作飛科，故取其字稱為「大飛老師」。這類稱呼原始於一名做遊戲教學影片的娛樂主播芜湖大司马，粉絲稱其為「大司馬老師」以表達喜愛之意，但後來被認為年齡大、遊戲操作能力下滑卻仍嘴硬，引起部分人的不滿，「大司馬老師」轉而成為貶抑稱呼，「司馬」音近「死媽」，被部分網友延伸嘲諷為「這樣死媽嘴硬的人沒有親媽」。後「大X老師」這類稱呼被指年纪大又玩的很菜的选手。Faker隨著年齡漸長，操作不比當年，引起部分人的調侃故此得名，後因原「司馬」的含義被部分人延伸嘲諷其單親家庭的背景，含侮辱意味。[161][162][163]
- 洗澡狗：贬称，指uzi（简自豪），出自uzi时常在游戏时出现情绪崩溃的情况，有一次直播时更是表示心态崩溃去洗澡。uzi本身外号就是“狂小狗”，所以粉丝由此将两件事联系起来称他为“洗澡狗”。[164][需要較佳来源]
- 贵族打野：贬称，指麻辣香锅（刘世宇），出自麻辣香锅直播时辱骂队友是“农民”。此事件发酵以后，麻辣香锅被网友称为皇族俱乐部的“贵族打野”，以反讽其人上人言论。[165][需要較佳来源]
- 阿水：中性，指jackeylove（喻文波），jackeylove在加入IG电子竞技俱乐部之前，只是一个没有太多名气的小主播，为了让自己有更多的曝光率便请水军为自己打响名气。[166][需要較佳来源]
- 左手：中性，指knight（卓定），knight是左撇子，曾经经常使用左手握鼠标右手按键盘的交叉手玩游戏，因此被称为“左手”。[167][需要較佳来源]
- 右手：中性，指Gen.G中单Chovy（郑志勋），Chovy由于和knight一样参加职业时间、注重补刀、大赛成绩拉胯，被称为“右手”。[168][需要較佳来源]
- 电棍：中性，指otto（侯国玉），来源于Dota2的英雄闪电幽魂（razor）的外号电棍。后因otto在直播中经常咄咄逼人，犹如电棍放电一般而显得贴切。[169][需要較佳来源]

## 企业媒体類

### IT企业
- 巨硬：指微软。該司為“微软”二字的反称，常用于对微软公司的鄙夷语气。由于诺基亚以产品质量好，结构坚固耐摔，加上诺基亚曾有军工产业[170]，被网友戏称坚硬无比，甚至网上流传可以用于开核桃，所以在收购诺基亚手机业务后也有引用该称呼[171]。[原創研究？]
- 大法/罪大恶极：指索尼，源自对法轮功宣传语“法轮大法好”的恶搞（“索尼大法好”[172][173]）；“罪大恶极”源自周星驰版《鹿鼎记》中台词“索尼罪大滔天，搞到百姓怨声载道”[174]。
- 美帝良心想:指聯想，因消費者發現聯想在其国外官網上卖的同款电脑产品，往往比国内便宜上许多[175]以及“5G投票门”事件被網友調侃揶揄為美國企業而得名[176]
- 蓝厂：指vivo。因其标志为蓝色而得名[177]。
- 绿厂：指OPPO，因其标志为绿色而得名[178]。
- 度娘：指百度，源自百度曾推出的宣传人物[179]。
- 任教主：指华为或其CEO任正非，源自金庸《笑傲江湖》角色任我行。
- Acfun
  - A站：指视频弹幕网站AcFun。[180][181]
- bilibili
  - B站：指视频弹幕网站bilibili。[180][181]
  - 砲姐：由于bilibili音近电流声biribiri，而该称呼为《魔法禁書目錄》系列作品中男主角上条當麻对女主角之一御坂美琴的称呼，而砲姐则是网友对御坂美琴的爱称，且网站早期也有使用美琴的画像作为网站形象标识，因而得称。有时也表示对B站管理阶层的称呼。[181]
- N站：指日本弹幕视频网站Niconico。[182]
- 坑爹网：指空中网，因其代理《坦克世界》出现一系列问题而得名。[183][184]
- 阴间论坛：指台湾批踢踢实业坊。由于该站仍采用Telnet BBS技术（Web网页版也采用了Telnet BBS的风格），色调昏暗，且言论被认为极为“反人类”，因此得名。[185][186]

### 媒体新闻
- 番茄台：东方卫视。因其台标形似番茄而得名，后成为自家昵称。[187]
- 荔枝台：江苏卫视和广东卫视。江苏卫视因其台标形似荔枝而得名，后成为自家昵称。同时该名称也是广东电视台的品牌名。[187][188]

### 工业电子
- 肾机：指iPhone，源自“卖肾买苹果”事件[189]。[原創研究？]

### 游戏业、卡通行业
- 最强法务部：被爱好者认为指一些热衷于发起著作权等诉讼并且经常获胜的企业及其法务部门。
  - 任天堂（“東半球最强法务部”）[190][191][192][193][原創研究？]
  - 迪士尼（“西半球最强法务部”）[193][原創研究？]
  - 腾讯（“南山最强法务部”、“南山必胜客”）：腾讯总部所属地区基层法院为深圳市南山区人民法院，腾讯经常通过该法院发起法律诉讼并被认为得到法院偏袒而成功控诉。[194][195][193]
- 卡婊：Capcom，源于其原职员三上真司曾认为PlayStation 2不足以满足《生化危機》的开发，曾放言“如果生化4移植（PlayStation），我就把头砍下来。[註 2]，结果公司随即宣布将会在PlayStation 2移植《生化危機4》，被认为是驳斥了三上的论点和三上之后离职的原因。所以由此产生该公司称呼[196]。
- 节操社：J.C.STAFF。“J.C.”两字母与“节操”（jié cāo）一词汉语拼音首字母相同，由于该公司动画作品作品质量参差不齐，故漫迷经常将之调侃为“节操社”。[197]

## 体育运动類
- 贏麻了：贏到麻木了。有時也加入歇後語版本，比如秦始皇摸電門 / 吃花椒——贏麻了。字面意义，可指体育运动中的大比分胜出[198]，或被部分网民用于对时事政治中“赢”的戏谑[199]。

### 俱乐部
- 丧戆/码头队/上海滩老大/灯泡：指上海上港集团足球俱乐部。第一个为“上港”二字的沪语谐音，含侮辱意味。第二个来源于“码头工人”一词，上港的赞助商为上海国际港务，因此得名；第三个来源于球员武磊“我们可以说是上海滩老大了”[200]语录；第四个源自于蔡慧康的“灯泡论”[201]，含讽刺意味。[原創研究？]
- 拉玛西亚影视学院/拉影：指巴塞罗那足球俱乐部，贬称。拉瑪西亞是巴萨的的青训营，而巴萨球员又经常被指假摔，因此得名，含讽刺意味。[202]
- 皇家武術隊：指皇家马德里足球俱乐部，贬称。因球隊球风硬朗且凶悍，球員防守动作大、犯规次数多，经常让对手球员遭受伤病，因此得名，含讽刺意味。[203][204]
- 毛抬廠：通稱指AC米兰、曼徹斯特聯與阿森纳足球俱樂部。三支隊伍戰績較差、常年吃敗仗，並且迷惑操作眾多，被人戲稱為「毛抬廠三兄弟」。「毛抬廠」一詞有說來源於「茅台廠」的諧音，也有說是「毛坦廠（有著高考工廠名號的一所高中）」的變體。[205]
- 床单军团：指马德里竞技足球俱樂部。其一原因為球隊球场位于马德里贫民区，球迷庆祝场所设在海神广场，被稱為“海神之子”“Colchoneros”（“科琼内罗斯”即“穿床单的人”）；其二原因為主場球衣為红白剑条衫队服，这正是一百年前西班牙旅店中床单的颜色，故此得名“穿床单的人”。[206]

### 人物

#### 足球人物
- 范大將軍：指范志毅。曾任中國男足隊長，因性格直率、脾氣火爆，在賽場上嗓門最大，所有聽他高喊的隊員們都會不由自主地受他領導，故此得名。[207][208]
- 郜飞机：指郜林。因为在门前把握机会能力不足，经常将球射偏或射高被而得名。[209]
- 郜林斯曼：指郜林。因其本人称自己的偶像是德国足球运动员克林斯曼而得名。[210]
- C毛/毛纳尔彪：指毛彪。有采访中写道球迷认为毛彪的特点和C朗有些相似而得名。[211]
- King Dong/国王董：指董方卓。2006年天空体育在报道中将其用“King Dong”称呼而得名。[212][原創研究？]
- 董卓：指董方卓。源于2014年拍摄的一张坐在看台上的照片被发现体型发福严重。[213][原創研究？]
- 里奥哟西/哟西：指利昂内尔·梅西，單一事件贬称。源自2024年美斯缺陣香港表演賽事件，梅西缺陣香港場後於日本替補出場的狀況，在政治大環境下被中國輿論解讀為辱華及對中日兩國差別對待。[214][215]
- 死人：指梅苏特·厄齐尔，單一事件贬称。源自其公開譴責新疆人權狀況後遭到中國官方封殺，厄齐尔的名字成為禁忌，在離開阿森纳足球俱乐部時中国大陆網民以「一路走好」「逝者安息，無意冒犯」等類似於哀悼死者的話語送別。[216][217]
- 煤球王/煤球：指利昂内尔·梅西，褒貶不一。「梅」与「煤」同音，初始為贬义的成分；隨著其實力與成績的體現，如今也有球迷以此作為褒義詞稱呼。[218]
- 儒西：指利昂内尔·梅西，强烈歧视及侮辱意味之贬称。因梅西11歲時患有生長激素缺乏症導致身材矮小，進而接受三年的治療，被部分網民用「儒西/侏儒西」稱呼以嘲諷其兒時疾病和身高。[219][220]
- 阿偉羅：指C朗。「阿偉羅（Aveiro）」為C羅的家族父姓，名字Cristiano Ronaldo原為Cristiano Ronald，為其父親因崇拜罗纳德·里根而取的名字，後為Cristiano Ronaldo，與當時正值顛峰的球星罗纳尔多同名。[221]葡萄牙籍球員的球衣縮寫通常為父姓，然C羅於里斯本竞技時期使用的球衣縮寫為「C.罗纳尔多（C.Ronaldo）」，後面職涯則用「罗纳尔多（Ronaldo）」，其兒子Cristiano Ronaldo dos Santos也失去了家族父姓Aveiro而取為Ronaldo[222]，有輿論認為此舉是想利用球星罗纳尔多的名氣，而抹煞自身的家族父姓，因此被網友調侃並廣泛稱呼其真實父姓。同時有球迷認為這一輿論揣測是在污蔑球星C羅，加上《如果早知道男生也會被性侵》在中国大陆網路上引起廣大迴響並延伸出許多迷因，其主角之一的名字阿瑋與Aveiro的中譯名字相似，被球迷認為「阿偉羅」是不堪且帶嘲笑之意，因此雖然此稱為C羅真實的父姓，但被部分球迷視為貶義。[223][224]
- 跳水罗：指C朗，贬称。因其在曼徹斯特聯时期被指頻繁於禁區內假摔以判得點球而得名。[225]
- 总裁/羅总裁：指C朗，褒貶不一。初始原意為諷刺其「總靠裁判」之贬称。但也有球迷因認為其「場上霸氣，外型高富帥」等酷似总裁形象而如此稱呼。[226][227]
- 球玉：指C朗，褒貶不一。因在梅罗之争的話題下時常會與梅西做比較，球迷和解说员总爱把梅西称为“球王梅西”或“梅球王”，造成部分C羅球迷的不服氣，因而稱其為球玉，意指「比球王厉害一点」；但又因其在皇家马德里期间获点球次数多，而被網友含著讽刺意味戲稱確實「比球王厉害一点」。[228][229][230]
- 贝林黛玉：指祖德·贝林厄姆，贬称。因球員被指經常在賽場上假摔，被認為與古典名著《红楼梦》中林黛玉弱不經風的形象相似，故此得名。[231][232]在此之前網友便常以「禁區林黛玉」形容頻繁於禁區假摔的球員，曾被如此調侃的包含但不限於德罗巴、佩德罗、威廉、莫拉達、维尼修斯等球員。[233][234][235]
- 武僧：指佩佩。因长相與鲁智深一般相貌威严狰狞，在賽場上以凶狠的拼抢、火爆的脾氣而出名，多次因鲁莽且暴力的動作進行拼搶使對手受傷而獲得紅牌或遭停賽處罰故此得名，含讽刺意味。[236]
- 常务副球王：指迪马利亚。因其在阿根廷國家足球隊的進球舉足輕重，被認為是梅西國家隊生涯中重要的二把手而得名。[237][238]
- 大奉先：指伊布拉希莫维奇。因其出色的身体素质、极强的武术功底还有球场上有仇必报的性格，与三国大将吕布颇为相似（奉先為呂布的字號）而得名。[239]同时，因为伊布拉希莫维奇在职业生涯中曾经效力于诸多俱乐部，其中诸多为德比对手，自此，也被用来嘲讽其不忠诚，与吕布的三姓家奴性格如出一辙。
- 小魔仙：指保羅·戴巴拿。因名字讀音酷似作品《巴啦啦小魔仙》而被中國球迷稱作小魔仙。[240]
- 水爷/水水：指塞尔希奥·拉莫斯，褒貶不一。初始因在球场的表现不佳，於皇马和巴塞的德比战中能力不及罗纳尔迪尼奥，而使球迷们不满並称他是个水货。又因其在皇家马德里期间脾氣暴躁、做事冲动，頻繁遭判紅牌下場，被球迷稱為小禍水，隨著年齡增長便被成為水爺，如今也有球迷以此作為褒義詞稱呼。[241][242]
- 林皇/0皇：指杰西·林加德，褒貶不一。初始因在伯明翰、布莱顿足球俱樂部表現亮眼，租借結束回到曼徹斯特聯也表現不俗，因而被球迷調侃為「大英帝星」林皇，然而高光表現後在2019-20賽季卻踢出了0球0助攻的戰績，林皇這稱呼轉眼便變為貶意用詞。[243][244]
- 球全：指国际米兰球员拿達路·馬天尼斯。因其在世界杯决赛结束后，当梅西被阿根廷国家队队友举着空中庆祝时，乱入抢镜，爬到了球门横梁上[245]。自此被球迷调侃为「球全」，意为「球王」上面多了个「人」。

#### 篮球人物
- Air Yi/太空易：指易建聯。形容弹跳能力出色，威斯康辛州州长曾称其为"Air Yi"。[246][原創研究？]
- 易主席/易帝/椅子男：指易建聯。ESPN专家比尔-西蒙斯声称，易建联在试训期间曾经和摆着的椅子进行对抗并绕过它们上篮，而讽刺其为"Chairman Yi"。[247][原創研究？]
- 锅巴：指郭士强，源于其本人曾称小时候爱吃鍋巴。[248][原創研究？]
- 黑人问号：指尼克·杨。出自采访视频《透过镜头第4集：尼克·杨的日常生活》[249]的一帧疑惑的表情，被配上黑色问号之后作为表情包在世界各地流传，[250][251]也使得尼克·杨本人在中国国内爆红。[252]
- 牢大：指科比·布莱恩特，贬称，说法来自于球迷对他的尊称"老大"。但由于性侵事件的发生，"老大"逐渐演变为"牢大"以示对可能的牢狱之灾的调侃，现已成为一个網路迷因大肆传播。[253]

#### 乒乓球人物
- 不懂球的胖子：指刘国梁，意指体形肥胖且常说出一些「有违乒乓球基本知识的话」。一般认为最早出现2016年8月8日举行的2016年里約奧運會乒乓球男子單打第三輪张继科与中华台北队陳建安的比赛中，有台湾的PTT网友以此诋毁在教练席中的刘国梁，不了解乒乓球的场外指导原则、以为他是一名不懂球技的带队官员，该传闻被传回中国大陆后被中国大陆网友用于調侃，最后使得“不懂球的胖子”成为了一个网络用语。[254]

## 社交網站特有事物類
- 顶：表示支持/顶贴（在论坛中使帖子排名靠前）。据中國互聯網絡信息中心的调查，截至2006年，“顶”一词在网络上的使用率最高，出现频率为23.02%。[255]。
- 火钳刘明：贴子火之前先留名[256]。论坛一个帖子前一页回复常用句子。因为汉语拼音输入法一般会把“huo'qian”联想成“火钳”，“liu'ming”联想成“刘明”，便有此称呼。
- 图种熊菊：放图不放种，菊花被熊（常指代百度官方）捅。一般指在论坛上有用户放出一些色情类（现实或者虚拟作品的）图片或视频片段后，没留下用于查询或获得这些图片的来源（例如名称、编号或种子），被其他用户用以调侃[257]。中性。

## 軍事類
- 59改/五对轮：指59式坦克，源自其五对负重轮。因59式坦克改进型号众多且服役时间长，故“59改/五对负重轮”一词也被用作戏谑59型坦克演变型号众多且外形和功能不尽相同，仅有“五对负重轮”始终如一。（例如："远看炮塔吓死人，近看五对负重轮。"）[258][259]
- 蔡国庆：中國歼-8戰鬥機的昵稱[註 3]。[原創研究？]
- 城管：指直-10武装直升机，源自网民恶搞的CG图采用白色涂装并涂有“中国城管”字样[260]。
- 下餃子：不斷大量生產武器裝備，專指海軍的大型或昂貴裝備。[261][262][263][原創研究？]
- 盒子炮：指毛瑟軍用手槍。由于其枪套是一个木盒，在中国也称为盒子炮；如果配备20发弹夹，则被称为大肚盒子。其枪身宽大，因此又被称为大镜面。具有全自动功能的版本，又称为快慢机，最初由西班牙研发制造，毛瑟厂随后定型制造，并称之为速射型，于1931年5月开始量产。另一个较少人知道的名称是自来得手枪。许多人认为只有速射型才称为自来得，这并不正确；事实上，自来得一直是这一类手枪在中国比较正式的通称。[264]

## 日常生活類
- pick：挑选的意思，指选中最喜欢的人事物[2]。
- NMSL：“你妈死了”的汉语拼音缩写。网络主播孙笑川的口头禅。在2019年因蔡徐坤黑粉的使用而广泛流行于互联网[4][265]。
- AWSL：“啊我死了”的汉语拼音缩写，形容事物可爱，[6][266]有报道认为来源于对白上吹雪的喜爱追捧。[267]
- 滴滴：用于在百度贴吧或王者荣耀等游戏中交友用语。滴滴最可能是来源于早期QQ提示音的拟声词，属于一种较为温和的打招呼方式[6]。
- YYDS：“永远的神”的首字母缩写[5]，用于称赞自己喜爱的事物。[268][269]最早出现于《英雄联盟》前职业选手山泥若的一次直播中，在直播中他评价简自豪（ID：Uzi）：“乌兹，永远的神！”。类似的英文说法是GOAT（即greatest of all time的缩写）[270]。
- 那一天的XY起来：来自Lemon中文版（时代少年团）的歌词“那一天的忧郁忧郁起来，那一天的寂寞寂寞起来。”[271]由于该版本的歌词被普遍认为过于肤浅和不尊重原作（字面解读“柠檬”，把《非自然死亡》的主题曲背景完全颠覆）而受到大量批评，和米津玄师原作悲伤的意境有天壤之别，相关弹幕在Bilibili中文原版大量刷屏[272]。

### 口头禅
- 待我長髮及腰：出自一对情侣的照片描述[273]。
- 主要看气质：“主要看气质”意思为不要看重外在形式，内在气质才是决定因素。2015年起在微信朋友圈刷爆成为强势流行语。源自歌手王心凌专辑中的一套吃汉堡丑陋造型，被网友评为“主要看气质”。一时间，明星们纷纷加入“主要看气质”阵营，引爆了全民跟风晒气质图[274][需要較佳来源]。
- 实锤：对应的英文词汇为hard evidence，意即有图有视频、确凿而无可争辩[275]的证据或者结论。部分民众比较关注明星出轨、吸毒、嫖娼等八卦消息，但是没有证据只靠片面之词或者独家爆料便无法证实其真伪。于是有时便会有人附上各种各样的证据，表明这件事已经有结论了。于是，网友把这样有证据的事称为“实锤”，但不代表有些事“实锤”了事情的真相就是如此，很多时候，证据也有可能是杜撰的，经不起推敲[276]。
- 还有这种操作：该词原意思是吐槽或者是赞扬一些让人大跌眼镜的游戏操作方式，最初流行于游戏圈之中，随后慢慢被民众所熟知成为广泛使用的网络流行语，引申义为“居然还有这种套路”，常常用于网络聊天和回帖[277]。
- 贫穷限制了我的想象力：该词常常用来社会底层自嘲富人的世界与生活一般人难以想象[278]。该词出现由来已久，真正开始走红原因在于范冰冰被求婚的巨型钻石戒指，很多网友认为那么大一颗戒指戴在手上很不方便，结果，范冰冰钻戒的拆解视打消了网友的顾虑，原来大戒指里还能变形成一个小戒指，根本用不着替担心，是贫穷限制了我们的想象力[279][永久]。
- 油腻：“油腻”最初出现于2015年一篇名为《中国男人为什么有一种油腻感》的讨论帖，这个提法带有女性主義以及消費主義时代色彩。之后由于著名作家冯唐一篇名为《如何避免成为一个油腻的中年猥琐男》的文章，该词汇被用于泛指那些拥有让人看着讨厌、不招人喜欢特质的中年人群特别是中年男性，用以指称那些油腔滑调、世故圆滑、不修边幅、邋遢不堪没有真才实学却喜欢装逼吹嘘的中年人，挑起了民众的敏感神经，给这个本来中性的词语蒙上了一层“油腻感”。此话走红中国网络意味着“油腻感”其实是个普泛的、包含着人性弱点的深刻问题，同时也表明了中年男人或多或少地存在着“中年焦虑”。[280]
- 社会我X哥：该词汇活跃于快手、百度贴吧、QQ空间以及各个游戏平台，众多中国网名都冠以“社会我XX”、“社会你XX”的前缀[281]。一种观点认为，这个词汇源自一次综艺节目中，主持人汪涵亲切地称赵本山女儿赵珈萱为涵涵，还说：“因为我们名字里都有一个‘涵’字，所以我觉得很亲切”。然而，对于这种套近乎的方式，赵珈萱并没有领情，反而直接纠正汪涵说：“我叫社会你球姐”，还重复强调自己是“你球姐”[282]。另一种观点认为，这句流行语来自于电子竞技圈。在一次电竞比赛中，有选手对EHOME战队的老鸡进行调侃，说：“社会我鸡哥，人狠话不多”。随之，“社会我XX”体，凭借干净利落脆的气势而迅速走红[283]。
- 又叒叕：取“又”字的多个叠字，总共有10个“又”字，以字形来形容事情频繁重复发生。[284]

### 名词/形容词
- 任性：“任性”本是一个传统词语，意思是“由着自己的性子，不加约束”，常用作贬义，如“任性妄为”。有网友调侃：“有钱就是这么任性。”此语迅速传播开来，以致引爆网络，还衍生出各种变体，如“有权就是那么任性”“有房就是那么任性”“有车就是那么任性”。随着高频率运用，“任性”词汇色彩逐渐变化，也可用来表示“天真率性”“敢作敢为”“勇于担当”等义[99]。
- 颜值：“颜值”本表示男女颜容英俊或靓丽的程度，是用数字评价人物的容貌。如同其他数值一样，“颜值”也有衡量标准，可以测量和比较，所以有“颜值高”“颜值爆表”“颜值暴跌”的说法。后来“值”的数值意义淡化，只表示面容和姿色。2015年，其指称范围进一步扩大，由人及物，物品的外表或外观也可用“颜值”表示[285]。
- 邪教：原本指一些利用宗教对他人精神控制，实施危害社会行为的极端团体。在ACG次文化中，“邪教”也可指现在或曾经极为流行、粉丝群体庞大、且吸引人（甚至令爱好者活动近乎失控）的动画、游戏作品、ACG相关人物及其衍生物。这类作品有时也被戏称为“XX大法”（这种表述通常建立在对法轮功口号的恶搞上，如“艦娘大法”、“LL大法”[286]等，“大法”有时也用于特指佐仓绫音、東山奈央、種田梨沙和雨宫天四位日本声优）。[原創研究？]
- 肥仔/肥宅快乐X：源于“肥宅快乐水”，本指可乐，最早的可考之处出自2018年2月網絡漫畫家孫渣发的动态，但孫渣聲明此词并非他原创，粤语地区亦早已有將稱可樂為「肥仔水」的用法。后演变为对“肥仔”“肥宅”的调侃，并衍生出了“肥宅快樂事”（指乐事薯片）、“肥宅快樂獸”（指猫）等[287]。
- ：原指盛水的器具（杯），通常用玻璃、瓷或不鏽鋼製造。後因與“悲劇”一詞諧音，成為網絡流行語，可作形容詞，名詞等等，不少年輕人在網絡上甚至生活中都常常用“杯具”來代替“悲劇”，形容身邊的人，事或者物讓人感到很悲哀。[來源請求]

### 心情
- 蓝瘦香菇：源自2016年一名廣西少年用壮语腔漢語普通話訴說的失戀獨白。原句用漢語北京音的諧音來拼寫是「蓝瘦，香菇（難受想哭）。本来今颠搞搞猩猩（本来今天高高兴兴），你为什莫要缩这种袜（你为什么要说这种话）？」。标准壮语的声母没有送气声母，只有g没有k，所以“哭”成了“菇”；壮语的声调比漢語普通話更平稳，所以第三声的“想”听起来像第一声的“香”；一些壮语方言声母n/l不分，“难”成了“蓝”。[9][288]此段标准壮语腔的漢語普通話，遭到普通话使用者大規模惡搞、調侃、炒作。[289]《广西民族报》專文總結了此事在壯族之間的回響，有指「醜化了壮族，是对一个民族的蔑视」，有指「好事者做的恶搞的空耳字幕迎合了部分国民的低级趣味」，等等。[290]
- 傷不起：緣起於最早出现在豆瓣一篇名为《学法语的人你伤不起啊！》的“咆哮体”帖子，用于发泄情绪[291]。
- 狗带：英文“go die”（去死）的音译（空耳），源自EXO前成员黃子韜一段Rap，其中有一句“我不会就这样轻易地go die”，因其错误的语法和桀骜不逊的姿态而在网络走红，最早出现在网络节目《暴走大事件》当中[292]。
- diss：该词是disrespect（不尊重）或者disparage（蔑视）的简写，因《中国有嘻哈》这档选秀节目爆红中国互联网。Diss在嘻哈文化中指的是一种饒舌歌手用歌曲去发泄不满情绪，或攻击谩骂对手的现象[293][3]。
- 爷青结：爷的青春结束了。感慨自己的青春不再，多评价用于青少年时期开始，连载多年的动漫/剧集完结、喜欢的运动员退役以及一直关注的明星结婚生子的情况。[294]另有“爷青回”的版本，多用来指运动员或明星复出，以及剧集出续集等。此外有“青结工”一词，指常在上述事件的新闻、微博、视频等刷“爷青结”评论的人。
- 我伙惊/我伙呆：我和我的小伙伴们都惊呆了。用以表达惊叹、惊奇，甚至赞叹（褒义、中性）；也用于调侃、讽刺、吐槽社会上所发生的常人不能理解的奇闻怪事（中性、贬义）。句中“小伙伴”一词也可引申为男性“生殖器”，如暴走大事件主持人王尼玛曾在节目中多次使用“小伙伴”表示“生殖器”并用以吐槽[原創研究？]。本詞源自2011年在新浪微博疯传的一篇小学生作文[295]。
- 啊痛悟蜡：啊，多么痛的领悟（点蜡烛）。源自歌手辛曉琪作品《領悟》中的歌詞[296]。
- 人艰不拆：人生已經如此艱難了，有些事情就不要拆穿。一般用于回复，指发言者说出了让人难以承受的真相，多为戏谑；或用于罗列一些所谓“难以承受的真相”。源自台灣歌手林宥嘉作品《說謊》中的歌詞[297]。
- 捉急：为“着急、心急”的意思，最典型的用法是“替你的智商感到捉急啊”。[257]
- 累觉不爱：来自一名豆瓣网友“路西”发言：“马上就要13岁了，单身，身心疲惫（累），感觉不会再爱了”。[298]
- 芭比Q了：來自抖音實況主【無賴電音吃雞】。取其「燒烤」的原意，從燒烤延伸出「火化」、「完蛋了」之意[299]。

### 感情
- 十动然拒：（女生）十分感动，然后拒绝了他。一般用于形容以激进的方式求爱遭到拒绝，也可用于嘲讽他人或者自嘲。源自2012年的一条男生求婚打动对方后仍然遭拒的新闻[7]。一年后，又出现了另一则结局更惨的表白被拒并遭到泼水的新闻，被称为“不动然泼”[300][301]。
- 不约而同：本身是个真实存在的成语，意为"默契地"，但也可以理解为因太久没有被异性约而变成同性恋[302]。常常被用作嘲讽宅男，或者宅男自嘲。
- crush：在英文中除了作為動詞有“压碎”或“破坏”的意思，作為名詞可解作“短暂且激情的倾慕”或這種感情的對象[303]。用來表示暗戀、迷恋对象，或人们在看到心仪异性时那一刹那的心动感觉。[304][305]

### 評論
- 不明觉厉：虽然不明白是什么，但是感觉好厉害啊；虽然不明白他（你）在说什么，但是感觉很厉害的样子。对于某技术高超者发表的见解表示赞叹（褒义），或只是觉得对发表的见解不明所以的应付（贬义）。可能出自电影《食神》中鹅头（李兆基饰）听到史蒂芬·周（周星馳饰）讲述东山再起创业计划之后回应的台词“明就唔係好明嘞，不過聽落就好有計呀！”（“明白倒不是太明白，不过听上去就好厉害呀！”）[8]。
- 画面太美我不敢看：讽刺所见事物不堪入目。其中一个来源来自越南翻拍《還珠格格》的人物造型与原电视剧差异太大，而被网友嘲讽[306]；另一个来源则是出自蔡依林的歌曲《布拉格广场》[307]。
- 然而并没有什么卵用：常用作某件事物或者某些行为对当前事态的发展不会造成任何的影响或者对某件事物没有任何用处，“卵”指代男性生殖器。“卵用”或源于广东或者湖南一带的方言。“然而并没有什么卵用”来自斗鱼游戏主播秦川（网名：Mr.Quin）解说游戏《黑暗靈魂II》时的一句，被哔哩哔哩UP主施皆男（网名：王老菊）的游戏解说所引用而发扬光大，后被暴走大事件的《质检leader张全蛋怒揭电视机行业内幕》让该短句迅速走红。[308]
- 涼了、涼涼、一首涼涼送給你：起源於網路互動，遊戲直播主若說出「涼了涼了」，觀眾會回應「一首涼涼送給你」，由《三生三世十里桃花》片尾曲涼涼演化而來[309][310]。

## 計量單位類
- 小目标：1个小目标=1亿元（人民币），出自王健林于2016年8月接受东南卫视《鲁豫有约大咖一日行》第一期节目的采访。当被问及“心有多大舞台有多大，真的对吗？”时，王健林表示：“想做世界首富，这个奋斗的方向是对的。但是最好先定一个能达到的小目标。比如我先挣它一个亿。你看看能用几年挣到一个亿。你是规划五年还是三年。到了以后，下一个目标，再我奔10亿，100亿。”[311][312][313]
- 爽：1爽=208萬元每天或6.4億元每年，郑爽以208萬人民幣為日薪勞逸結合每年所賺工資為6.4億人民幣[314]。
- 薇：1薇=1,341,000,000元，出自网络主播黄薇（网名：薇娅），因浙江省杭州市税务局稽查局查明，其在2019年至2020年期间，通过隐匿个人收入、虚构业务转换收入性质虚假申报等方式偷逃税款6.43亿元，其他少缴税款0.6亿元，依法对她作出税务行政处理处罚决定，追缴税款、加收滞纳金并处罚款共计13.41亿[315]，故称。[原創研究？]
- 卢：1卢=10瓦，来源于紅米品牌总经理卢伟冰质疑荣耀9X 10W充电慢[316][317]。
- 东：1东=2分钟，劉強東在明尼苏达大学在面临因性侵罪的指控时，女方受害者宣称，在过程当中几次三番地拒绝过刘强东，但是刘强东并没有就此停手，但随后根据问询记录中女方透露的细节，表示刘强东对其产生的性行为时间就2分钟[318]。网民们以此梗取笑性行为时间如此之短的刘强东。
- 花西币：1花西币=79元，出自2023年9月9日，李佳琦在直播期间介绍花西子眉笔时，该眉笔的价格为79元。直播间有网民质疑“花西子的眉笔越来越贵了”，随即李佳琦怒㨃网民的相关言论引发巨大争议。该词语用来嘲讽李佳琦的言论。[319]
- 坤：1坤=2.5年，来源于蔡徐坤在《偶像練習生》中出场时称自己是“练习时长两年半的个人练习生”。在某些情形下，“坤”也可加在计量单位之前表示乘2.5，如1坤年=2.5年，2坤分=5分钟等。